# Cyrtosperma johnstonii
Espèce
Classification phylogénétique
Cyrtosperma johnstonii est une espèce végétale de la famille des Araceae.

## Provenance
On la trouve en Thaïlande, en Indonésie ou en Malaisie.

## Utilisation
Elle est utilisée en médecine traditionnelle Thai pour ses propriétés anti-oxydantes.